# Project ALF
Project: ALF is een Amerikaanse televisiefilm uit 1996. De film is gebaseerd op de televisieserie Alf en dient ter afsluiting van die serie. De regie was in handen van Dick Lowry.

## Verhaal
De film begint zes jaar na de serie. Alf is gevangen door de Alien Task Force en wordt nu vastgehouden in een geheime basis in de woestijn (gelijk aan Area 51). Het leger houdt hem nauw in de gaten.
Wanneer blijkt dat het project zal worden gesloten, geeft kolonel Milfoil het bevel Alf te laten executeren. Twee medewerkers van het project, Dr. Rick Mullican en Dr. Melissa Hill, besluiten Alf te redden. Ze smokkelen hem de basis uit en nemen hem mee naar een paar collega-wetenschappers. Die willen Alf aan de hele wereld tonen.

## Rolverdeling
| Acteur                 | Personage         | Opmerkingen |
| ---------------------- | ----------------- | ----------- |
| Paul Fusco             | Alf               |             |
| William O'Leary        | Dr. Rick Mullican |             |
| Jensen Daggett         | Dr. Melissa Hill  |             |
| Martin Sheen           | Kolonel Milfoil   |             |
| Miguel Ferrer          | Dexter Moyers     |             |
| Eric Avari             | Rocket            | stem        |
| Beverly Archer         | Dr. Carnage       |             |
| Scott Michael Campbell | Lt. Reese         |             |
| Ed Begley jr.          | Dr. Warner        |             |
| Ray Walston            | Motel Manager     |             |
| Ahmet Zappa            | Card Guard #2     |             |

## Achtergrond
De familie Tanner komt in de film niet voor, in tegenstelling tot in de serie. Als reden wordt gegeven dat ze naar IJsland zijn verhuisd door de Amerikaanse overheid. Aanvankelijk was er een scène gepland waarin de Tanners even te zien zouden zijn in hun nieuwe woonomgeving, maar deze werd uit het script geschrapt.